# غنجل
غُنْجُل أو عناق الأرض (الاسم العلمي: Caracal)، جنس حيوانات ضارية من فصيلة السنوريات. أُقترح الجنس من قبل جون إدوارد غراي في عام 1843 الذي وصف جلدًا منه من رأس الرجاء الصالح في عينات متحف التاريخ الطبيعي في لندن. تاريخيًا، كان يُنظر إليه على أنه جنس أحادي النمط، ويتألف من نوع واحد فقط: عناق الأرض (C. caracal).
كشف تحليل علم الوراثة العرقي أن عناق الأرض والسنور الذهبي الأفريقي (C. aurata) والبج (Leptailurus serval) مرتبطان ارتباطًا وثيقًا جينيًا بتشكيل سلالة جينية تباعدت عن السلف المشترك للسنوريات منذ 7.91 إلى 4.14 مليون سنة. يستخدم هذا التصنيف الفئوي في القائمة الحمراء للاتحاد الدولي لحفظ الطبيعة للقطط الذهبية الأفريقية. يُستخدم مرادفًا للبج